# Байтак
Байтак (каз. Байтақ, до 2009 г. — Роповка) — село в Хобдинском районе Актюбинской области Казахстана. Входит в состав сельского округа Имангали Билтабанова. Код КАТО — 154241500.

## Население
В 1999 году население села составляло 138 человек (75 мужчин и 63 женщины). По данным переписи 2009 года, в селе проживало 129 человек (67 мужчин и 62 женщины).